# Graphium septentrionicolus
Graphium septentrionicolus — вид метеликів родини косатцевих (Papilionidae). Описаний у 2013 році.

## Поширення
Вид поширений на сході Індії (Мегхалая, Ассам), у М'янмі, Лаосі, В'єтнамі, на півдні Китаю (Тибет, Юньнань, Фуцзянь, Хубей, Аньхой).